# Eusocialità

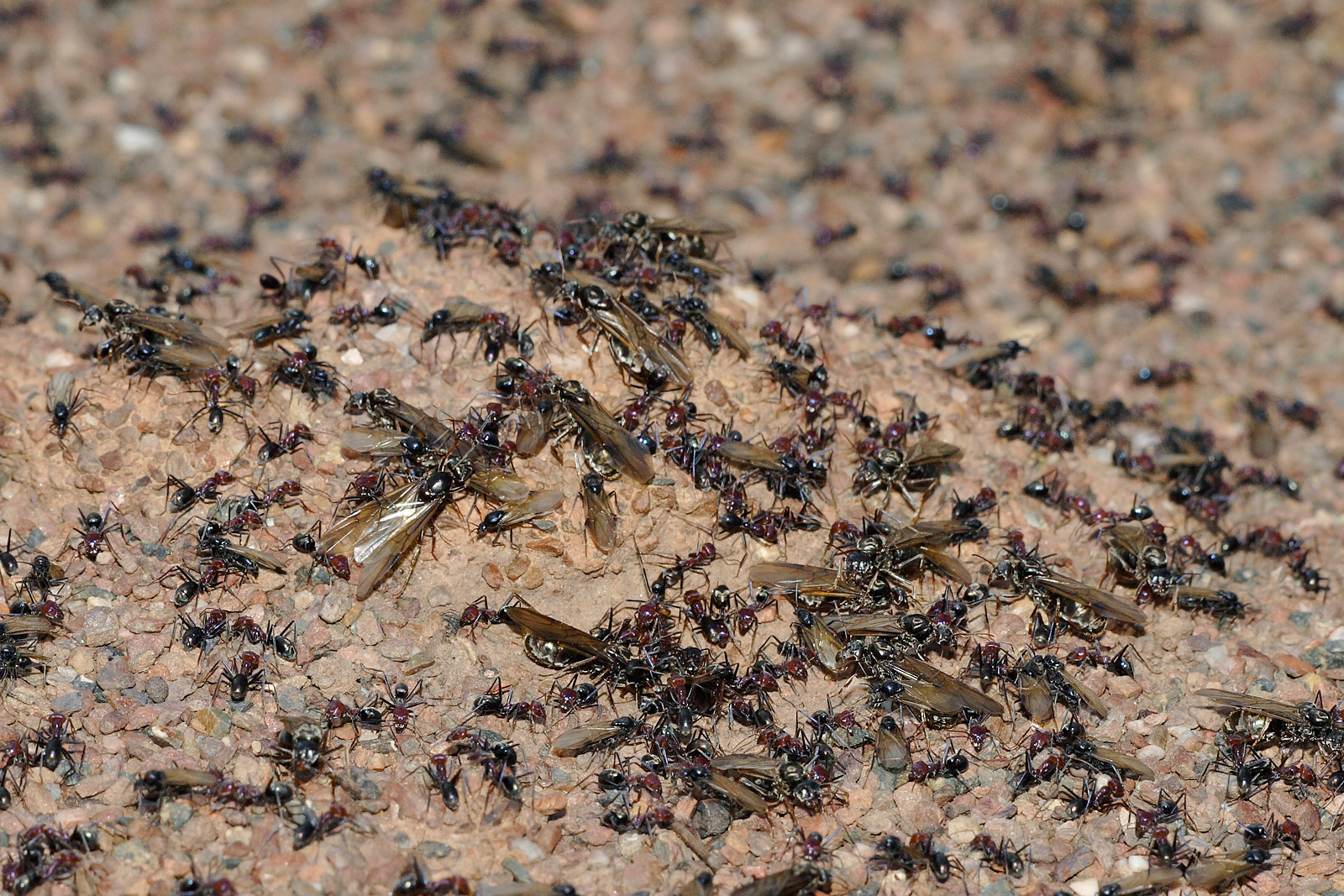
Uscita di uno sciame di una colonia di formiche.

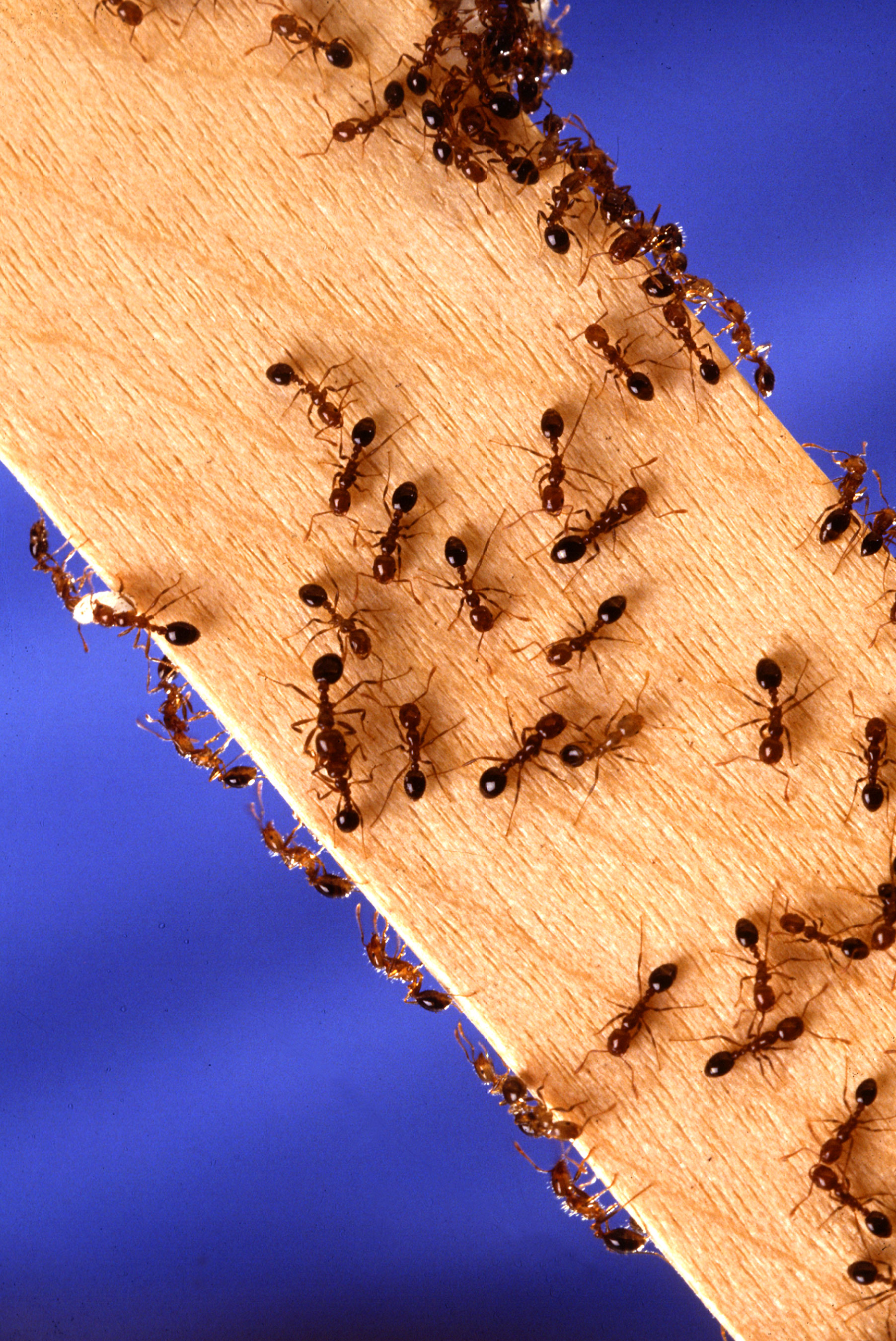
Formica di fuoco (Solenopsis invicta).

L'eusocialità (dal greco eu, "buono", e "socialità") è il livello più alto di organizzazione sociale che si realizza per alcune specie animali. Il termine eusociale fu creato nel 1966 da Suzanne Batra in riferimento alle api della famiglia Halictidae. Nel 1971 E. O. Wilson le diede un significato più preciso. Le caratteristiche dell'eusocialità sono: suddivisione del lavoro in caste, con funzione riproduttiva riservata ad un'unica o poche femmine; sovrapposizione delle generazioni; cooperazione nella crescita dei piccoli. Dopo il riferimento divenne più ampio.

## Specie eusociali
Le specie eusociali nella scala evolutiva sono recenti e appartengono principalmente a formiche, api, vespe e termiti; ma esistono anche alcuni coleotteri, tripidi e afidi. Tra i mammiferi c'è l'eterocefalo glabro e Fukomys damarensis. Gli unici animali marini eusociali sono diverse specie di gamberetti tropicali. Wilson ipotizza eusociale anche l'uomo considerando come caste non riproduttive le nonne-balie, gli omosessuali e le castità religiose, caratteristica di successo sulle altre specie.

## Storia
Il termine "eusociale" è stato introdotto nel 1966 da Suzanne Batra, che lo ha utilizzato per descrivere il comportamento di nidificazione nelle api Halictidae, su una scala di subsociale/solitaria, coloniale/comunale, semisociale ed eusociale, dove una colonia è avviata da un singolo individuo. Batra ha osservato il comportamento cooperativo delle api, maschi e femmine, mentre si assumevano la responsabilità di almeno un dovere (ad esempio, scavare, costruire celle, deporre le uova) all'interno della colonia. La cooperatività era essenziale poiché l'attività di una divisione del lavoro influenzava notevolmente l'attività di un'altra. Le colonie eusociali possono essere viste come superorganismi, con le singole caste che sono analoghe a diversi tipi di tessuti o cellule in un organismo multicellulare; le caste svolgono un ruolo specifico che contribuisce al funzionamento e alla sopravvivenza dell'intera colonia, pur essendo incapaci di sopravvivenza indipendente al di fuori della colonia.
Nel 1969, Charles D. Michener ampliò ulteriormente la classificazione di Batra con il suo studio comparativo del comportamento sociale nelle api. Osservò molteplici specie di api (Apoidea) per indagare i diversi livelli di socialità animale, tutti diversi stadi che una colonia può attraversare. L'eusocialità, che è il livello più alto di socialità animale che una specie può raggiungere, aveva specificamente tre caratteristiche che la distinguevano dagli altri livelli:
1. Oviparità e individui simili a operaie tra le femmine adulte (divisione del lavoro)
2. La sovrapposizione delle generazioni (madre e prole adulta)
3. Lavoro cooperativo sulle celle del favo delle api

E.O. Wilson ha esteso la terminologia per includere altri insetti sociali, come formiche, vespe e termiti. Originariamente, era definita per includere organismi (solo invertebrati) che avevano le seguenti tre caratteristiche:
1. Divisione riproduttiva del lavoro (con o senza caste sterili)
2. Generazioni sovrapposte
3. Assistenza cooperativa ai giovani

L'eusocialità fu poi scoperta in un gruppo di cordati, i ratti talpa. Ulteriori ricerche distinsero un altro criterio forse importante per l'eusocialità, "il punto di non ritorno". Questo è caratterizzato dall'avere individui fissati in un gruppo comportamentale, solitamente prima della maturità riproduttiva. Ciò impedisce loro di passare da un gruppo comportamentale all'altro e crea una società con individui realmente dipendenti l'uno dall'altro per la sopravvivenza e il successo riproduttivo. Per molti insetti, questa irreversibilità ha cambiato l'anatomia della casta dei lavoratori, che è sterile e fornisce supporto alla casta riproduttiva.

## Diversità
La maggior parte delle società eusociali esiste negli artropodi, mentre alcune si trovano nei mammiferi. Alcune felci possono esibire una forma primitiva di comportamento eusociale.

### Negli insetti

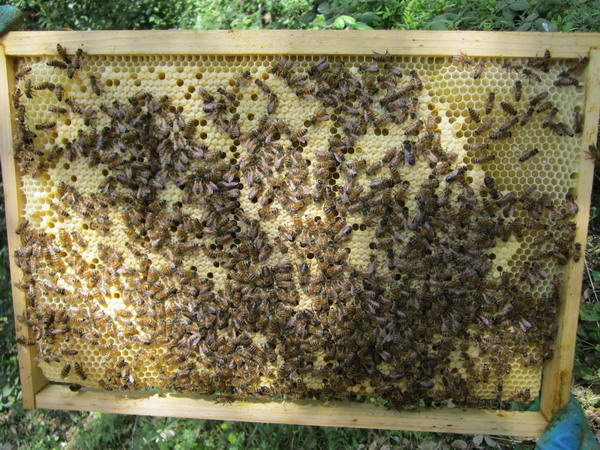
L'allevamento cooperativo della covata, osservato qui nelle api mellifere, è una condizione di eusocialità.

L'eusocialità si è evoluta più volte in diversi ordini di insetti, tra cui gli imenotteri, le termiti, i tripidi, gli afidi, e i coleotteri.

#### Negli imenotteri
L'ordine degli Imenotteri contiene il gruppo più numeroso di insetti eusociali, tra cui formiche, api e vespe, suddivisi in caste: regine riproduttive, fuchi, operaie più o meno sterili e talvolta anche soldati che svolgono compiti specializzati. Nella ben studiata vespa sociale Polistes versicolor, le femmine dominanti svolgono compiti come la costruzione di nuove celle e l'ovideposizione, mentre le femmine subordinate tendono a svolgere compiti come l'alimentazione delle larve e la ricerca del cibo. La differenziazione dei compiti tra le caste può essere osservata nel fatto che le subordinate completano l'81,4% dell'attività di ricerca del cibo totale, mentre le dominanti completano solo il 18,6% della ricerca del cibo totale. Le specie eusociali con una casta sterile sono talvolta chiamate ipersociali.
Mentre solo una percentuale moderata di specie di api (famiglie Apidae e Halictidae) e vespe (Crabronidae e Vespidae) sono eusociali, quasi tutte le specie di formiche (Formicidae) sono eusociali. Alcune delle principali linee di vespe sono per lo più o interamente eusociali, comprese le sottofamiglie Polistinae e Vespinae. Le api corbiculate (sottofamiglia Apinae della famiglia Apidae) contengono quattro tribù di vari gradi di socialità: le altamente eusociali Apini (api da miele) e Meliponini (api senza pungiglione), le primitivamente eusociali Bombini (api bombo) e le per lo più solitarie o debolmente sociali Euglossini (api delle orchidee). L'eusocialità in queste famiglie è talvolta gestita da una serie di feromoni che alterano il comportamento di caste specifiche nella colonia. Questi feromoni possono agire su specie diverse, come osservato in Apis andreniformis (ape nana nera), dove le api operaie rispondevano al feromone della regina della correlata Apis florea (ape nana rossa). I feromoni sono talvolta utilizzati in queste caste per aiutare nella ricerca del cibo. Le operaie dell'ape senza pungiglione australiana Tetragonula carbonaria, ad esempio, marcano le fonti di cibo con un feromone, aiutando i loro compagni di nido a trovare il cibo.
La specializzazione riproduttiva generalmente comporta la produzione di membri sterili della specie, che svolgono compiti specializzati per prendersi cura dei membri riproduttivi. Gli individui possono avere comportamento e morfologia modificati per la difesa del gruppo, incluso il comportamento di sacrificio. Ad esempio, i membri della casta sterile delle formiche otri come Myrmecocystus riempiono i loro addomi di cibo liquido fino a diventare immobili e pendono dai soffitti dei nidi sotterranei, fungendo da riserva di cibo per il resto della colonia. Non tutti gli insetti sociali hanno differenze morfologiche distinte tra le caste. Ad esempio, nella vespa sociale neotropicale Synoeca surinama, i ranghi delle caste sono determinati dalle manifestazioni sociali nella covata in via di sviluppo. Queste caste sono talvolta ulteriormente specializzate nel loro comportamento in base all'età, come nelle operaie Scaptotrigona postica. Tra circa 0 e 40 giorni di età, le operaie svolgono compiti all'interno del nido come l'approvvigionamento delle covate delle celle, la pulizia della colonia e la ricezione e la disidratazione del nettare. Una volta superati i 40 giorni, le operaie di S. postica si spostano fuori dal nido per difendere la colonia e cercare cibo.
Nella Lasioglossum aeneiventre, un'ape halictidae dell'America Centrale, i nidi possono essere guidati da più di una femmina; tali nidi hanno più celle e il numero di celle attive per femmina è correlato al numero di femmine nel nido, il che implica che avere più femmine porta a una costruzione e a un approvvigionamento più efficiente delle celle. In specie simili con una sola regina, come nel caso della Lasioglossum malachurum in Europa, il grado di eusocialità dipende dal clima in cui si trova la specie.

#### Nelle termiti

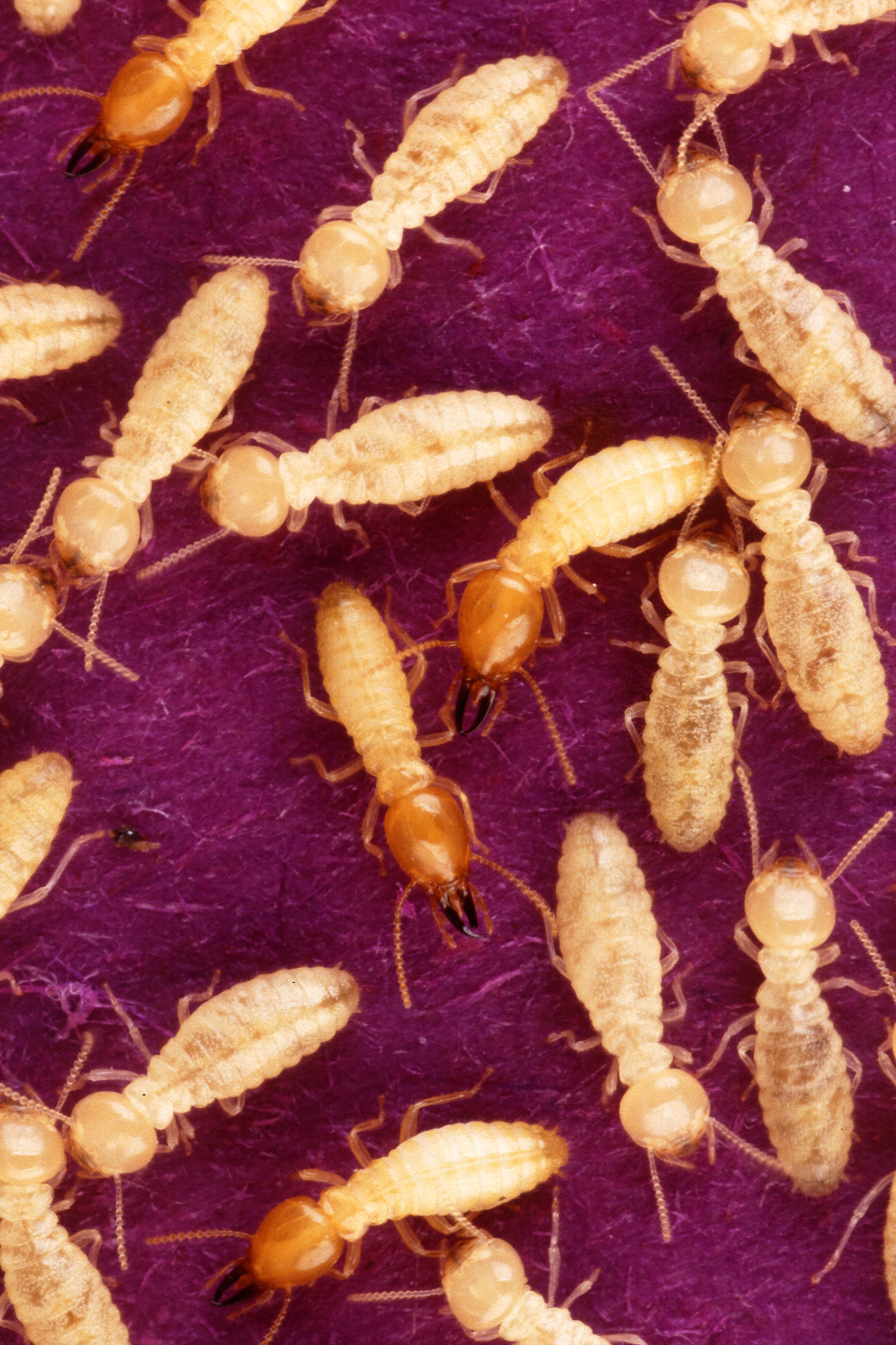
Le termiti vivono in grandi nidi, suddivisi in caste: regina, re, soldato (testa rossa) e operaia (testa pallida).

Le termiti (ordine Blattodea, infraordine Isoptera) costituiscono un'altra grande porzione di animali eusociali altamente avanzati. La colonia è differenziata in varie caste: la regina e il re sono gli unici individui che si riproducono; le operaie si procurano il cibo e le risorse e si occupano della loro manutenzione; e i soldati difendono la colonia dagli attacchi delle formiche. Le ultime due caste, che sono sterili e svolgono comportamenti sociali complessi e altamente specializzati, derivano da diversi stadi di larve pluripotenti prodotte dalla casta riproduttiva. Alcuni soldati hanno mascelle così ingrandite (specializzate per la difesa e l'attacco) che non sono in grado di nutrirsi da soli e devono essere nutriti dalle operaie.

#### Negli scarabei
Austroplatypus incompertus è una specie di coleottero ambrosia originario dell'Australia, ed è il primo coleottero (ordine Coleoptera) ad essere riconosciuto come eusociale. Questa specie forma colonie in cui una singola femmina viene fecondata, ed è protetta da molte femmine non fecondate, che fungono da operaie scavando tunnel negli alberi. Questa specie ha una cura cooperativa della covata, in cui gli individui si prendono cura dei giovani che non sono i loro.

#### Negli insetti che provocano galle
Alcuni insetti che inducono la formazione di galle, tra cui l'afide, Pemphigus spyrothecae (ordine Hemiptera), e tripidi come Kladothrips (ordine Thysanoptera), sono descritti come eusociali. Queste specie hanno un'elevata parentela tra gli individui a causa della loro riproduzione asessuata (le caste di soldati sterili sono cloni prodotti dalla partenogenesi), ma il comportamento di abitanti delle galle fornisce a queste specie una risorsa difendibile. Producono caste di soldati per la difesa della fortezza e la protezione della colonia contro predatori, cleptoparassiti e concorrenti. In questi gruppi, l'eusocialità è prodotta sia dall'elevata parentela che dalla convivenza in un'area ristretta e condivisa.

### Nei crostacei
L'eusocialità si è evoluta in tre diversi lignaggi nel genere di crostacei coloniali Synalphaeus. S. regalis, S. microneptunus, S. filidigitus, S. elizabethae, S. chacei, S. riosi, S. duffyi e S. cayoneptunus sono le otto specie registrate di gamberetti parassiti che si affidano alla difesa della fortezza e vivono in gruppi di individui strettamente correlati nelle barriere coralline tropicali e nelle spugne. Vivono eusocialmente con una singola femmina riproduttiva e un gran numero di difensori maschi armati di chele a scatto ingrandite. C'è un singolo spazio vitale condiviso per i membri della colonia e i membri non riproduttivi agiscono per difenderlo.
L'ipotesi di difesa della fortezza sottolinea inoltre che poiché le spugne forniscono sia cibo che riparo, c'è un'aggregazione di parenti (perché i gamberetti non devono disperdersi per trovare cibo) e molta competizione per quei siti di nidificazione. Essere il bersaglio di un attacco promuove un buon sistema di difesa (casta di soldati); i soldati promuovono l'idoneità dell'intero nido assicurando la sicurezza e la riproduzione della regina.
L'eusocialità offre un vantaggio competitivo nelle popolazioni di gamberetti. Le specie eusociali sono più abbondanti, occupano una parte maggiore dell'habitat e utilizzano una parte maggiore delle risorse disponibili rispetto alle specie non eusociali.

### Nei trematodi
I trematodi sono una classe di vermi piatti parassiti, noti anche come trematodi. Una specie, Haplorchis pumilio, ha sviluppato l'eusocialità che coinvolge una colonia creando una classe di soldati sterili. Una trematode invade un ospite e stabilisce una colonia di decine o migliaia di cloni che lavorano insieme per prenderne il controllo. Poiché le specie rivali di trematodi possono invadere e sostituire la colonia, questa è protetta da una casta specializzata di trematodi soldati sterili. I soldati sono più piccoli, più mobili e si sviluppano lungo un percorso diverso rispetto ai riproduttori sessualmente maturi. Una differenza è che l'apparato boccale di un soldato (faringe) è cinque volte più grande di quello dei riproduttori. Costituiscono quasi un quarto del volume del soldato. Questi soldati non hanno una massa germinale, non si trasformano mai per essere riproduttivi e sono, quindi, obbligatoriamente sterili. I soldati sono facilmente distinguibili dai vermi riproduttivi immaturi e maturi. I soldati sono più aggressivi dei riproduttori, attaccando i trematodi eterospecifici che infettano il loro ospite in vitro. È interessante notare che i soldati di H. pumilio non attaccano i conspecifici di altre colonie. I soldati non sono distribuiti uniformemente in tutto il corpo dell'ospite. Si trovano in numero maggiore nella massa viscerale basale, dove i trematodi concorrenti tendono a moltiplicarsi durante la fase iniziale dell'infezione. Questo posizionamento strategico consente loro di difendersi efficacemente dagli invasori, in modo simile a come i modelli di distribuzione dei soldati sono osservati in altri animali con caste difensive. "Sembrano essere una casta fisica obbligatoriamente sterile, simile a quella degli insetti sociali più avanzati".

### Nei mammiferi non umani

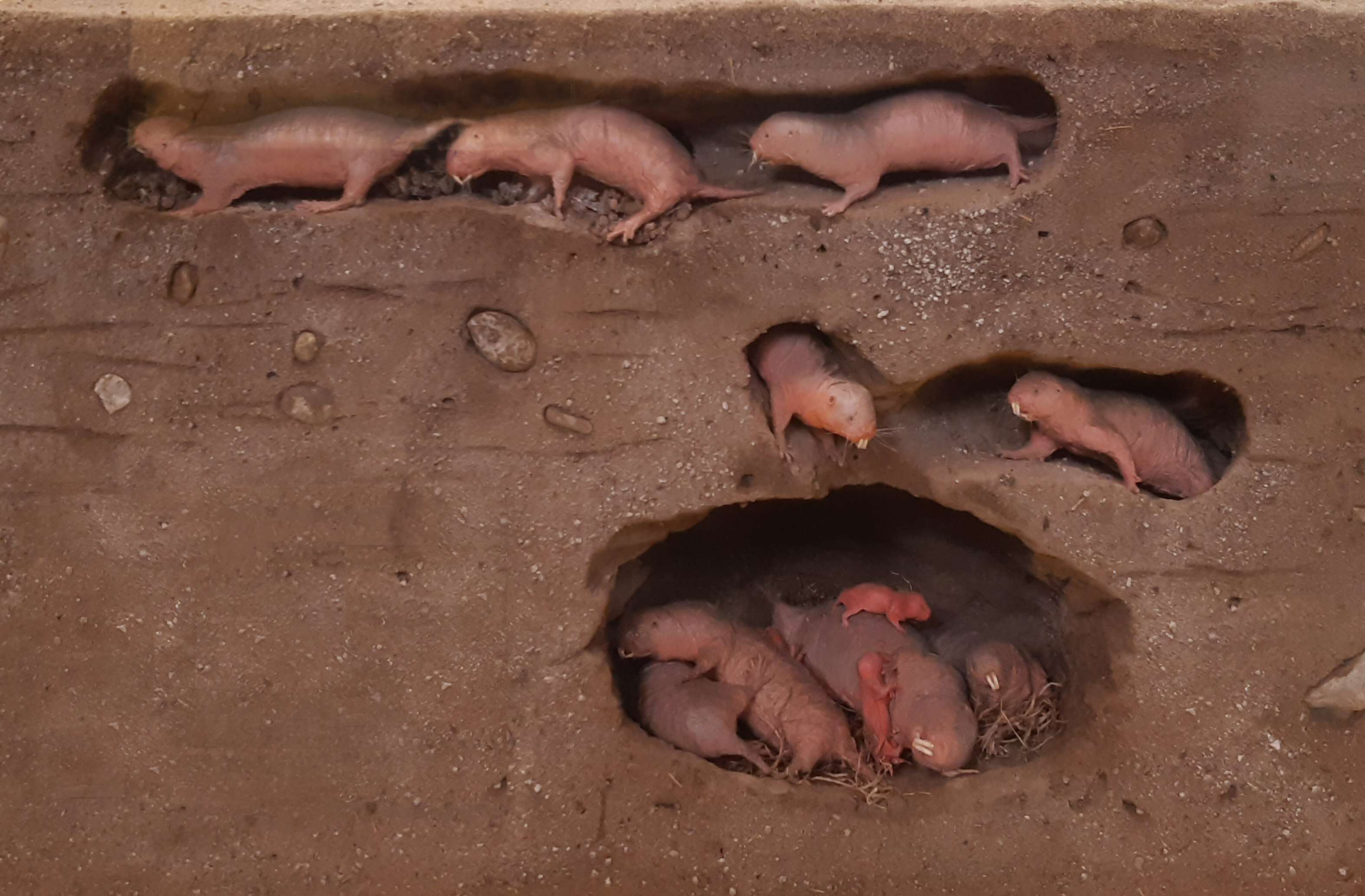
Modello di tana di ratto talpa con soldati, operai e regina, una struttura sociale simile alle caste degli insetti eusociali

Tra i mammiferi, due specie del gruppo dei roditori Phiomorpha sono eusociali, il ratto talpa nudo (Heterocephalus glaber) e il ratto talpa del Damaraland (Fukomys damarensis), entrambi altamente consanguinei. Solitamente vivendo in ambienti difficili o limitanti, questi ratti talpa aiutano ad allevare fratelli e parenti nati da un'unica regina riproduttiva. Tuttavia, questa classificazione è controversa a causa delle definizioni controverse di "eusocialità". Per evitare la consanguineità, i ratti talpa a volte si riproducono tra loro e stabiliscono nuove colonie quando le risorse sono sufficienti. La maggior parte degli individui si prende cura in modo cooperativo della covata di un'unica femmina riproduttiva (la regina) alla quale molto probabilmente sono imparentati. Pertanto, non è certo se i ratti talpa siano veramente eusociali, poiché il loro comportamento sociale dipende in gran parte dalle loro risorse e dall'ambiente.
Alcuni mammiferi tra i Carnivori e i Primati hanno tendenze eusociali, in particolare i suricati (Suricata suricatta) e le manguste nane (Helogale parvula). Questi mostrano una riproduzione cooperativa e marcate inclinazioni riproduttive. Nella mangusta nana, la coppia riproduttiva riceve priorità alimentare e protezione dai subordinati e raramente deve difendersi dai predatori.

### Negli esseri umani
Gli scienziati hanno dibattuto se gli esseri umani siano prosociali o eusociali. Edward O. Wilson ha definito gli esseri umani scimmie eusociali, sostenendo che sono simili alle formiche e osservando che i primi ominidi cooperavano per allevare i loro figli mentre altri membri dello stesso gruppo cacciavano e cercavano cibo. Wilson e altri hanno sostenuto che attraverso la cooperazione e il lavoro di squadra, le formiche e gli esseri umani formano superorganismi. Le affermazioni di Wilson sono state vigorosamente respinte dai critici della teoria della selezione di gruppo, che ha fondato l'argomentazione di Wilson, e perché il lavoro riproduttivo umano non è diviso tra caste.
Sebbene controverso, è stato suggerito che l'omosessualità maschile e la menopausa femminile potrebbero essersi evolute attraverso la selezione parentale. Ciò significherebbe che gli esseri umani a volte mostrano un tipo di comportamento alloparentale noto come "aiutanti al nido", con i giovani e gli adolescenti sessualmente maturi che aiutano i loro genitori a crescere le covate successive, come in alcuni uccelli, alcune api non eusociali e suricati. Queste specie non sono eusociali: non hanno caste e gli aiutanti si riproducono da soli se ne hanno l'opportunità.

### Nelle piante

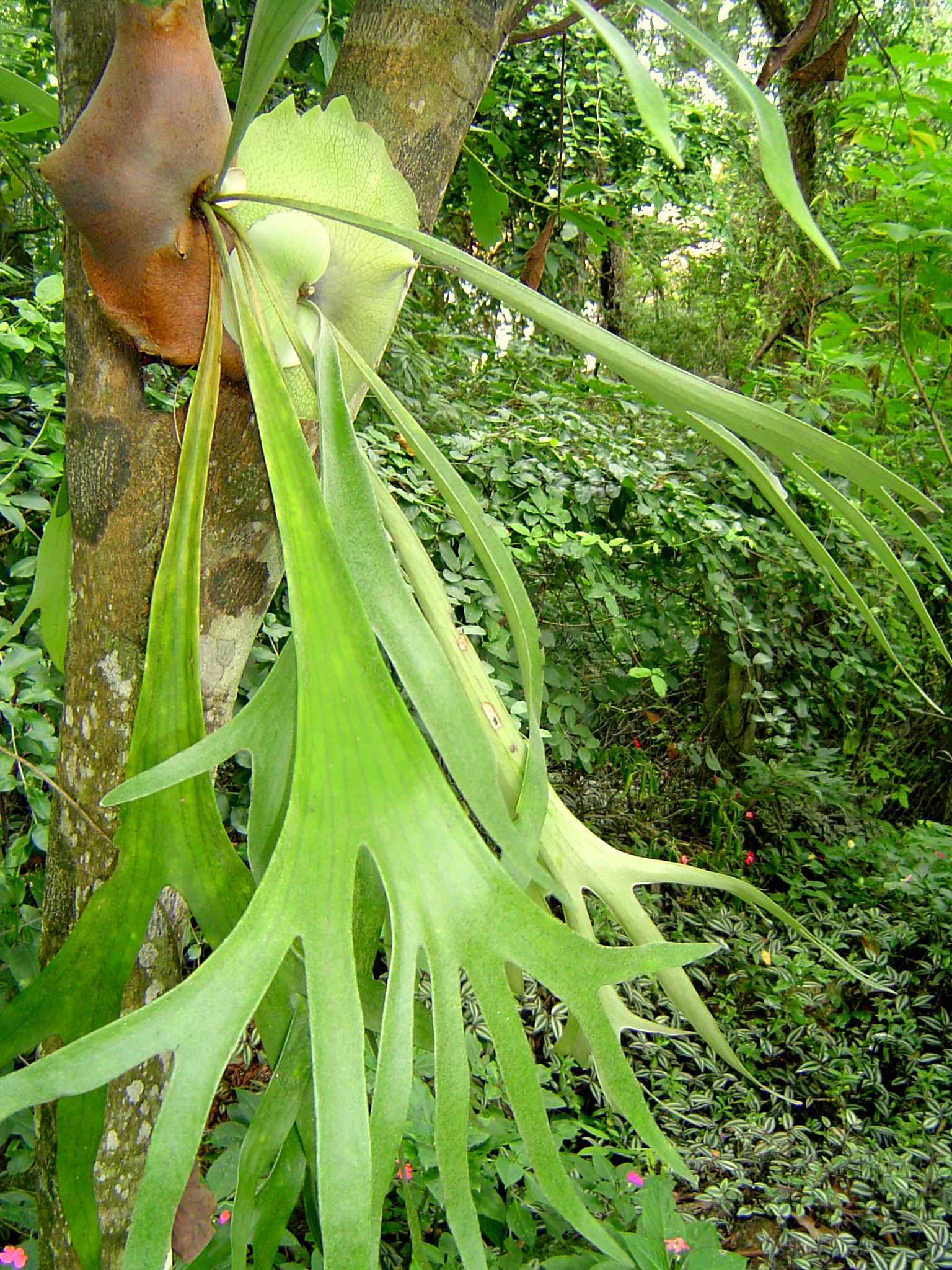
La Platycerium bifurcatum può mostrare una forma semplice di eusocialità.

Una pianta, la Platycerium bifurcatum (Polypodiaceae), può esibire una forma primitiva di comportamento eusociale tra i cloni. La prova di ciò è che gli individui vivono in colonie, dove sono strutturati in modi diversi, con fronde di dimensioni e forme diverse, per raccogliere e immagazzinare acqua e sostanze nutritive che la colonia può utilizzare. Nella parte superiore di una colonia, ci sono sia fronde "a nido" a forma di ventaglio pieghettato che raccolgono e trattengono l'acqua, sia fronde "a cinghia" a forma di grondaia che incanalano l'acqua: nessuna specie solitaria di Platycerium ha entrambi i tipi. Nella parte inferiore di una colonia, ci sono fronde "a nido" che abbracciano il tronco dell'albero che sostiene la felce, e fronde fotosintetiche cadenti. Si sostiene che queste siano adattate per supportare la colonia strutturalmente, vale a dire che gli individui nella colonia sono in una certa misura specializzati per i compiti, una divisione del lavoro.

## Evoluzione

### Distribuzione filogenetica
L'eusocialità è un fenomeno raro ma diffuso in specie di almeno sette ordini nel regno animale, come mostrato nell'albero filogenetico (gruppi non eusociali non mostrati). Tutte le specie di termiti sono eusociali e si ritiene che siano stati i primi animali eusociali ad evolversi, in un momento del periodo Giurassico superiore (~150 milioni di anni fa). Gli altri ordini mostrati contengono sia specie eusociali che non eusociali, inclusi molti lignaggi in cui si deduce che l'eusocialità sia lo stato ancestrale. Quindi il numero di evoluzioni indipendenti dell'eusocialità (cladi) non è noto. I principali gruppi eusociali sono mostrati in grassetto nell'albero filogenetico.
| tutte le Termiti         |
| (150 milioni di anni fa) |

| Thysanoptera | Kladothrips spp. |
|              | Kladothrips spp. |
| Hemiptera    | vari Afidi       |
|              | vari Afidi       |

|                          | molti Vespidae                                                                           |
|                          |                                                                                          |
|                          | \| tutte le Formiche \| \| \| (100 milioni di anni fa) \| \| \| \| molte Api \| \| \| \| |
|                          |                                                                                          |
| tutte le Formiche        |                                                                                          |
| (100 milioni di anni fa) |                                                                                          |
|                          | molte Api                                                                                |
|                          |                                                                                          |

| tutte le Formiche        |           |
| (100 milioni di anni fa) |           |
|                          | molte Api |
|                          |           |

|                          | molti Vespidae                                                                           |
|                          |                                                                                          |
|                          | \| tutte le Formiche \| \| \| (100 milioni di anni fa) \| \| \| \| molte Api \| \| \| \| |
|                          |                                                                                          |
| tutte le Formiche        |                                                                                          |
| (100 milioni di anni fa) |                                                                                          |
|                          | molte Api                                                                                |
|                          |                                                                                          |

| tutte le Formiche        |           |
| (100 milioni di anni fa) |           |
|                          | molte Api |
|                          |           |

| Thysanoptera | Kladothrips spp. |
|              | Kladothrips spp. |
| Hemiptera    | vari Afidi       |
|              | vari Afidi       |

|                          | molti Vespidae                                                                           |
|                          |                                                                                          |
|                          | \| tutte le Formiche \| \| \| (100 milioni di anni fa) \| \| \| \| molte Api \| \| \| \| |
|                          |                                                                                          |
| tutte le Formiche        |                                                                                          |
| (100 milioni di anni fa) |                                                                                          |
|                          | molte Api                                                                                |
|                          |                                                                                          |

| tutte le Formiche        |           |
| (100 milioni di anni fa) |           |
|                          | molte Api |
|                          |           |

|                          | molti Vespidae                                                                           |
|                          |                                                                                          |
|                          | \| tutte le Formiche \| \| \| (100 milioni di anni fa) \| \| \| \| molte Api \| \| \| \| |
|                          |                                                                                          |
| tutte le Formiche        |                                                                                          |
| (100 milioni di anni fa) |                                                                                          |
|                          | molte Api                                                                                |
|                          |                                                                                          |

| tutte le Formiche        |           |
| (100 milioni di anni fa) |           |
|                          | molte Api |
|                          |           |

| tutte le Termiti         |
| (150 milioni di anni fa) |

| Thysanoptera | Kladothrips spp. |
|              | Kladothrips spp. |
| Hemiptera    | vari Afidi       |
|              | vari Afidi       |

|                          | molti Vespidae                                                                           |
|                          |                                                                                          |
|                          | \| tutte le Formiche \| \| \| (100 milioni di anni fa) \| \| \| \| molte Api \| \| \| \| |
|                          |                                                                                          |
| tutte le Formiche        |                                                                                          |
| (100 milioni di anni fa) |                                                                                          |
|                          | molte Api                                                                                |
|                          |                                                                                          |

| tutte le Formiche        |           |
| (100 milioni di anni fa) |           |
|                          | molte Api |
|                          |           |

|                          | molti Vespidae                                                                           |
|                          |                                                                                          |
|                          | \| tutte le Formiche \| \| \| (100 milioni di anni fa) \| \| \| \| molte Api \| \| \| \| |
|                          |                                                                                          |
| tutte le Formiche        |                                                                                          |
| (100 milioni di anni fa) |                                                                                          |
|                          | molte Api                                                                                |
|                          |                                                                                          |

| tutte le Formiche        |           |
| (100 milioni di anni fa) |           |
|                          | molte Api |
|                          |           |

| Thysanoptera | Kladothrips spp. |
|              | Kladothrips spp. |
| Hemiptera    | vari Afidi       |
|              | vari Afidi       |

|                          | molti Vespidae                                                                           |
|                          |                                                                                          |
|                          | \| tutte le Formiche \| \| \| (100 milioni di anni fa) \| \| \| \| molte Api \| \| \| \| |
|                          |                                                                                          |
| tutte le Formiche        |                                                                                          |
| (100 milioni di anni fa) |                                                                                          |
|                          | molte Api                                                                                |
|                          |                                                                                          |

| tutte le Formiche        |           |
| (100 milioni di anni fa) |           |
|                          | molte Api |
|                          |           |

|                          | molti Vespidae                                                                           |
|                          |                                                                                          |
|                          | \| tutte le Formiche \| \| \| (100 milioni di anni fa) \| \| \| \| molte Api \| \| \| \| |
|                          |                                                                                          |
| tutte le Formiche        |                                                                                          |
| (100 milioni di anni fa) |                                                                                          |
|                          | molte Api                                                                                |
|                          |                                                                                          |

| tutte le Formiche        |           |
| (100 milioni di anni fa) |           |
|                          | molte Api |
|                          |           |

| tutte le Termiti         |
| (150 milioni di anni fa) |

| Thysanoptera | Kladothrips spp. |
|              | Kladothrips spp. |
| Hemiptera    | vari Afidi       |
|              | vari Afidi       |

|                          | molti Vespidae                                                                           |
|                          |                                                                                          |
|                          | \| tutte le Formiche \| \| \| (100 milioni di anni fa) \| \| \| \| molte Api \| \| \| \| |
|                          |                                                                                          |
| tutte le Formiche        |                                                                                          |
| (100 milioni di anni fa) |                                                                                          |
|                          | molte Api                                                                                |
|                          |                                                                                          |

| tutte le Formiche        |           |
| (100 milioni di anni fa) |           |
|                          | molte Api |
|                          |           |

|                          | molti Vespidae                                                                           |
|                          |                                                                                          |
|                          | \| tutte le Formiche \| \| \| (100 milioni di anni fa) \| \| \| \| molte Api \| \| \| \| |
|                          |                                                                                          |
| tutte le Formiche        |                                                                                          |
| (100 milioni di anni fa) |                                                                                          |
|                          | molte Api                                                                                |
|                          |                                                                                          |

| tutte le Formiche        |           |
| (100 milioni di anni fa) |           |
|                          | molte Api |
|                          |           |

| Thysanoptera | Kladothrips spp. |
|              | Kladothrips spp. |
| Hemiptera    | vari Afidi       |
|              | vari Afidi       |

|                          | molti Vespidae                                                                           |
|                          |                                                                                          |
|                          | \| tutte le Formiche \| \| \| (100 milioni di anni fa) \| \| \| \| molte Api \| \| \| \| |
|                          |                                                                                          |
| tutte le Formiche        |                                                                                          |
| (100 milioni di anni fa) |                                                                                          |
|                          | molte Api                                                                                |
|                          |                                                                                          |

| tutte le Formiche        |           |
| (100 milioni di anni fa) |           |
|                          | molte Api |
|                          |           |

|                          | molti Vespidae                                                                           |
|                          |                                                                                          |
|                          | \| tutte le Formiche \| \| \| (100 milioni di anni fa) \| \| \| \| molte Api \| \| \| \| |
|                          |                                                                                          |
| tutte le Formiche        |                                                                                          |
| (100 milioni di anni fa) |                                                                                          |
|                          | molte Api                                                                                |
|                          |                                                                                          |

| tutte le Formiche        |           |
| (100 milioni di anni fa) |           |
|                          | molte Api |
|                          |           |

| tutte le Termiti         |
| (150 milioni di anni fa) |

| Thysanoptera | Kladothrips spp. |
|              | Kladothrips spp. |
| Hemiptera    | vari Afidi       |
|              | vari Afidi       |

|                          | molti Vespidae                                                                           |
|                          |                                                                                          |
|                          | \| tutte le Formiche \| \| \| (100 milioni di anni fa) \| \| \| \| molte Api \| \| \| \| |
|                          |                                                                                          |
| tutte le Formiche        |                                                                                          |
| (100 milioni di anni fa) |                                                                                          |
|                          | molte Api                                                                                |
|                          |                                                                                          |

| tutte le Formiche        |           |
| (100 milioni di anni fa) |           |
|                          | molte Api |
|                          |           |

|                          | molti Vespidae                                                                           |
|                          |                                                                                          |
|                          | \| tutte le Formiche \| \| \| (100 milioni di anni fa) \| \| \| \| molte Api \| \| \| \| |
|                          |                                                                                          |
| tutte le Formiche        |                                                                                          |
| (100 milioni di anni fa) |                                                                                          |
|                          | molte Api                                                                                |
|                          |                                                                                          |

| tutte le Formiche        |           |
| (100 milioni di anni fa) |           |
|                          | molte Api |
|                          |           |

| Thysanoptera | Kladothrips spp. |
|              | Kladothrips spp. |
| Hemiptera    | vari Afidi       |
|              | vari Afidi       |

|                          | molti Vespidae                                                                           |
|                          |                                                                                          |
|                          | \| tutte le Formiche \| \| \| (100 milioni di anni fa) \| \| \| \| molte Api \| \| \| \| |
|                          |                                                                                          |
| tutte le Formiche        |                                                                                          |
| (100 milioni di anni fa) |                                                                                          |
|                          | molte Api                                                                                |
|                          |                                                                                          |

| tutte le Formiche        |           |
| (100 milioni di anni fa) |           |
|                          | molte Api |
|                          |           |

|                          | molti Vespidae                                                                           |
|                          |                                                                                          |
|                          | \| tutte le Formiche \| \| \| (100 milioni di anni fa) \| \| \| \| molte Api \| \| \| \| |
|                          |                                                                                          |
| tutte le Formiche        |                                                                                          |
| (100 milioni di anni fa) |                                                                                          |
|                          | molte Api                                                                                |
|                          |                                                                                          |

| tutte le Formiche        |           |
| (100 milioni di anni fa) |           |
|                          | molte Api |
|                          |           |

| tutte le Termiti         |
| (150 milioni di anni fa) |

| Thysanoptera | Kladothrips spp. |
|              | Kladothrips spp. |
| Hemiptera    | vari Afidi       |
|              | vari Afidi       |

|                          | molti Vespidae                                                                           |
|                          |                                                                                          |
|                          | \| tutte le Formiche \| \| \| (100 milioni di anni fa) \| \| \| \| molte Api \| \| \| \| |
|                          |                                                                                          |
| tutte le Formiche        |                                                                                          |
| (100 milioni di anni fa) |                                                                                          |
|                          | molte Api                                                                                |
|                          |                                                                                          |

| tutte le Formiche        |           |
| (100 milioni di anni fa) |           |
|                          | molte Api |
|                          |           |

|                          | molti Vespidae                                                                           |
|                          |                                                                                          |
|                          | \| tutte le Formiche \| \| \| (100 milioni di anni fa) \| \| \| \| molte Api \| \| \| \| |
|                          |                                                                                          |
| tutte le Formiche        |                                                                                          |
| (100 milioni di anni fa) |                                                                                          |
|                          | molte Api                                                                                |
|                          |                                                                                          |

| tutte le Formiche        |           |
| (100 milioni di anni fa) |           |
|                          | molte Api |
|                          |           |

| Thysanoptera | Kladothrips spp. |
|              | Kladothrips spp. |
| Hemiptera    | vari Afidi       |
|              | vari Afidi       |

|                          | molti Vespidae                                                                           |
|                          |                                                                                          |
|                          | \| tutte le Formiche \| \| \| (100 milioni di anni fa) \| \| \| \| molte Api \| \| \| \| |
|                          |                                                                                          |
| tutte le Formiche        |                                                                                          |
| (100 milioni di anni fa) |                                                                                          |
|                          | molte Api                                                                                |
|                          |                                                                                          |

| tutte le Formiche        |           |
| (100 milioni di anni fa) |           |
|                          | molte Api |
|                          |           |

|                          | molti Vespidae                                                                           |
|                          |                                                                                          |
|                          | \| tutte le Formiche \| \| \| (100 milioni di anni fa) \| \| \| \| molte Api \| \| \| \| |
|                          |                                                                                          |
| tutte le Formiche        |                                                                                          |
| (100 milioni di anni fa) |                                                                                          |
|                          | molte Api                                                                                |
|                          |                                                                                          |

| tutte le Formiche        |           |
| (100 milioni di anni fa) |           |
|                          | molte Api |
|                          |           |

| tutte le Termiti         |
| (150 milioni di anni fa) |

| Thysanoptera | Kladothrips spp. |
|              | Kladothrips spp. |
| Hemiptera    | vari Afidi       |
|              | vari Afidi       |

|                          | molti Vespidae                                                                           |
|                          |                                                                                          |
|                          | \| tutte le Formiche \| \| \| (100 milioni di anni fa) \| \| \| \| molte Api \| \| \| \| |
|                          |                                                                                          |
| tutte le Formiche        |                                                                                          |
| (100 milioni di anni fa) |                                                                                          |
|                          | molte Api                                                                                |
|                          |                                                                                          |

| tutte le Formiche        |           |
| (100 milioni di anni fa) |           |
|                          | molte Api |
|                          |           |

|                          | molti Vespidae                                                                           |
|                          |                                                                                          |
|                          | \| tutte le Formiche \| \| \| (100 milioni di anni fa) \| \| \| \| molte Api \| \| \| \| |
|                          |                                                                                          |
| tutte le Formiche        |                                                                                          |
| (100 milioni di anni fa) |                                                                                          |
|                          | molte Api                                                                                |
|                          |                                                                                          |

| tutte le Formiche        |           |
| (100 milioni di anni fa) |           |
|                          | molte Api |
|                          |           |

| Thysanoptera | Kladothrips spp. |
|              | Kladothrips spp. |
| Hemiptera    | vari Afidi       |
|              | vari Afidi       |

|                          | molti Vespidae                                                                           |
|                          |                                                                                          |
|                          | \| tutte le Formiche \| \| \| (100 milioni di anni fa) \| \| \| \| molte Api \| \| \| \| |
|                          |                                                                                          |
| tutte le Formiche        |                                                                                          |
| (100 milioni di anni fa) |                                                                                          |
|                          | molte Api                                                                                |
|                          |                                                                                          |

| tutte le Formiche        |           |
| (100 milioni di anni fa) |           |
|                          | molte Api |
|                          |           |

|                          | molti Vespidae                                                                           |
|                          |                                                                                          |
|                          | \| tutte le Formiche \| \| \| (100 milioni di anni fa) \| \| \| \| molte Api \| \| \| \| |
|                          |                                                                                          |
| tutte le Formiche        |                                                                                          |
| (100 milioni di anni fa) |                                                                                          |
|                          | molte Api                                                                                |
|                          |                                                                                          |

| tutte le Formiche        |           |
| (100 milioni di anni fa) |           |
|                          | molte Api |
|                          |           |

| tutte le Termiti         |
| (150 milioni di anni fa) |

| Thysanoptera | Kladothrips spp. |
|              | Kladothrips spp. |
| Hemiptera    | vari Afidi       |
|              | vari Afidi       |

|                          | molti Vespidae                                                                           |
|                          |                                                                                          |
|                          | \| tutte le Formiche \| \| \| (100 milioni di anni fa) \| \| \| \| molte Api \| \| \| \| |
|                          |                                                                                          |
| tutte le Formiche        |                                                                                          |
| (100 milioni di anni fa) |                                                                                          |
|                          | molte Api                                                                                |
|                          |                                                                                          |

| tutte le Formiche        |           |
| (100 milioni di anni fa) |           |
|                          | molte Api |
|                          |           |

|                          | molti Vespidae                                                                           |
|                          |                                                                                          |
|                          | \| tutte le Formiche \| \| \| (100 milioni di anni fa) \| \| \| \| molte Api \| \| \| \| |
|                          |                                                                                          |
| tutte le Formiche        |                                                                                          |
| (100 milioni di anni fa) |                                                                                          |
|                          | molte Api                                                                                |
|                          |                                                                                          |

| tutte le Formiche        |           |
| (100 milioni di anni fa) |           |
|                          | molte Api |
|                          |           |

| Thysanoptera | Kladothrips spp. |
|              | Kladothrips spp. |
| Hemiptera    | vari Afidi       |
|              | vari Afidi       |

|                          | molti Vespidae                                                                           |
|                          |                                                                                          |
|                          | \| tutte le Formiche \| \| \| (100 milioni di anni fa) \| \| \| \| molte Api \| \| \| \| |
|                          |                                                                                          |
| tutte le Formiche        |                                                                                          |
| (100 milioni di anni fa) |                                                                                          |
|                          | molte Api                                                                                |
|                          |                                                                                          |

| tutte le Formiche        |           |
| (100 milioni di anni fa) |           |
|                          | molte Api |
|                          |           |

|                          | molti Vespidae                                                                           |
|                          |                                                                                          |
|                          | \| tutte le Formiche \| \| \| (100 milioni di anni fa) \| \| \| \| molte Api \| \| \| \| |
|                          |                                                                                          |
| tutte le Formiche        |                                                                                          |
| (100 milioni di anni fa) |                                                                                          |
|                          | molte Api                                                                                |
|                          |                                                                                          |

| tutte le Formiche        |           |
| (100 milioni di anni fa) |           |
|                          | molte Api |
|                          |           |

| tutte le Termiti         |
| (150 milioni di anni fa) |

| Thysanoptera | Kladothrips spp. |
|              | Kladothrips spp. |
| Hemiptera    | vari Afidi       |
|              | vari Afidi       |

|                          | molti Vespidae                                                                           |
|                          |                                                                                          |
|                          | \| tutte le Formiche \| \| \| (100 milioni di anni fa) \| \| \| \| molte Api \| \| \| \| |
|                          |                                                                                          |
| tutte le Formiche        |                                                                                          |
| (100 milioni di anni fa) |                                                                                          |
|                          | molte Api                                                                                |
|                          |                                                                                          |

| tutte le Formiche        |           |
| (100 milioni di anni fa) |           |
|                          | molte Api |
|                          |           |

|                          | molti Vespidae                                                                           |
|                          |                                                                                          |
|                          | \| tutte le Formiche \| \| \| (100 milioni di anni fa) \| \| \| \| molte Api \| \| \| \| |
|                          |                                                                                          |
| tutte le Formiche        |                                                                                          |
| (100 milioni di anni fa) |                                                                                          |
|                          | molte Api                                                                                |
|                          |                                                                                          |

| tutte le Formiche        |           |
| (100 milioni di anni fa) |           |
|                          | molte Api |
|                          |           |

| Thysanoptera | Kladothrips spp. |
|              | Kladothrips spp. |
| Hemiptera    | vari Afidi       |
|              | vari Afidi       |

|                          | molti Vespidae                                                                           |
|                          |                                                                                          |
|                          | \| tutte le Formiche \| \| \| (100 milioni di anni fa) \| \| \| \| molte Api \| \| \| \| |
|                          |                                                                                          |
| tutte le Formiche        |                                                                                          |
| (100 milioni di anni fa) |                                                                                          |
|                          | molte Api                                                                                |
|                          |                                                                                          |

| tutte le Formiche        |           |
| (100 milioni di anni fa) |           |
|                          | molte Api |
|                          |           |

|                          | molti Vespidae                                                                           |
|                          |                                                                                          |
|                          | \| tutte le Formiche \| \| \| (100 milioni di anni fa) \| \| \| \| molte Api \| \| \| \| |
|                          |                                                                                          |
| tutte le Formiche        |                                                                                          |
| (100 milioni di anni fa) |                                                                                          |
|                          | molte Api                                                                                |
|                          |                                                                                          |

| tutte le Formiche        |           |
| (100 milioni di anni fa) |           |
|                          | molte Api |
|                          |           |

| tutte le Termiti         |
| (150 milioni di anni fa) |

| Thysanoptera | Kladothrips spp. |
|              | Kladothrips spp. |
| Hemiptera    | vari Afidi       |
|              | vari Afidi       |

|                          | molti Vespidae                                                                           |
|                          |                                                                                          |
|                          | \| tutte le Formiche \| \| \| (100 milioni di anni fa) \| \| \| \| molte Api \| \| \| \| |
|                          |                                                                                          |
| tutte le Formiche        |                                                                                          |
| (100 milioni di anni fa) |                                                                                          |
|                          | molte Api                                                                                |
|                          |                                                                                          |

| tutte le Formiche        |           |
| (100 milioni di anni fa) |           |
|                          | molte Api |
|                          |           |

|                          | molti Vespidae                                                                           |
|                          |                                                                                          |
|                          | \| tutte le Formiche \| \| \| (100 milioni di anni fa) \| \| \| \| molte Api \| \| \| \| |
|                          |                                                                                          |
| tutte le Formiche        |                                                                                          |
| (100 milioni di anni fa) |                                                                                          |
|                          | molte Api                                                                                |
|                          |                                                                                          |

| tutte le Formiche        |           |
| (100 milioni di anni fa) |           |
|                          | molte Api |
|                          |           |

| Thysanoptera | Kladothrips spp. |
|              | Kladothrips spp. |
| Hemiptera    | vari Afidi       |
|              | vari Afidi       |

|                          | molti Vespidae                                                                           |
|                          |                                                                                          |
|                          | \| tutte le Formiche \| \| \| (100 milioni di anni fa) \| \| \| \| molte Api \| \| \| \| |
|                          |                                                                                          |
| tutte le Formiche        |                                                                                          |
| (100 milioni di anni fa) |                                                                                          |
|                          | molte Api                                                                                |
|                          |                                                                                          |

| tutte le Formiche        |           |
| (100 milioni di anni fa) |           |
|                          | molte Api |
|                          |           |

|                          | molti Vespidae                                                                           |
|                          |                                                                                          |
|                          | \| tutte le Formiche \| \| \| (100 milioni di anni fa) \| \| \| \| molte Api \| \| \| \| |
|                          |                                                                                          |
| tutte le Formiche        |                                                                                          |
| (100 milioni di anni fa) |                                                                                          |
|                          | molte Api                                                                                |
|                          |                                                                                          |

| tutte le Formiche        |           |
| (100 milioni di anni fa) |           |
|                          | molte Api |
|                          |           |

| tutte le Termiti         |
| (150 milioni di anni fa) |

| Thysanoptera | Kladothrips spp. |
|              | Kladothrips spp. |
| Hemiptera    | vari Afidi       |
|              | vari Afidi       |

|                          | molti Vespidae                                                                           |
|                          |                                                                                          |
|                          | \| tutte le Formiche \| \| \| (100 milioni di anni fa) \| \| \| \| molte Api \| \| \| \| |
|                          |                                                                                          |
| tutte le Formiche        |                                                                                          |
| (100 milioni di anni fa) |                                                                                          |
|                          | molte Api                                                                                |
|                          |                                                                                          |

| tutte le Formiche        |           |
| (100 milioni di anni fa) |           |
|                          | molte Api |
|                          |           |

|                          | molti Vespidae                                                                           |
|                          |                                                                                          |
|                          | \| tutte le Formiche \| \| \| (100 milioni di anni fa) \| \| \| \| molte Api \| \| \| \| |
|                          |                                                                                          |
| tutte le Formiche        |                                                                                          |
| (100 milioni di anni fa) |                                                                                          |
|                          | molte Api                                                                                |
|                          |                                                                                          |

| tutte le Formiche        |           |
| (100 milioni di anni fa) |           |
|                          | molte Api |
|                          |           |

| Thysanoptera | Kladothrips spp. |
|              | Kladothrips spp. |
| Hemiptera    | vari Afidi       |
|              | vari Afidi       |

|                          | molti Vespidae                                                                           |
|                          |                                                                                          |
|                          | \| tutte le Formiche \| \| \| (100 milioni di anni fa) \| \| \| \| molte Api \| \| \| \| |
|                          |                                                                                          |
| tutte le Formiche        |                                                                                          |
| (100 milioni di anni fa) |                                                                                          |
|                          | molte Api                                                                                |
|                          |                                                                                          |

| tutte le Formiche        |           |
| (100 milioni di anni fa) |           |
|                          | molte Api |
|                          |           |

|                          | molti Vespidae                                                                           |
|                          |                                                                                          |
|                          | \| tutte le Formiche \| \| \| (100 milioni di anni fa) \| \| \| \| molte Api \| \| \| \| |
|                          |                                                                                          |
| tutte le Formiche        |                                                                                          |
| (100 milioni di anni fa) |                                                                                          |
|                          | molte Api                                                                                |
|                          |                                                                                          |

| tutte le Formiche        |           |
| (100 milioni di anni fa) |           |
|                          | molte Api |
|                          |           |

| tutte le Termiti         |
| (150 milioni di anni fa) |

| Thysanoptera | Kladothrips spp. |
|              | Kladothrips spp. |
| Hemiptera    | vari Afidi       |
|              | vari Afidi       |

|                          | molti Vespidae                                                                           |
|                          |                                                                                          |
|                          | \| tutte le Formiche \| \| \| (100 milioni di anni fa) \| \| \| \| molte Api \| \| \| \| |
|                          |                                                                                          |
| tutte le Formiche        |                                                                                          |
| (100 milioni di anni fa) |                                                                                          |
|                          | molte Api                                                                                |
|                          |                                                                                          |

| tutte le Formiche        |           |
| (100 milioni di anni fa) |           |
|                          | molte Api |
|                          |           |

|                          | molti Vespidae                                                                           |
|                          |                                                                                          |
|                          | \| tutte le Formiche \| \| \| (100 milioni di anni fa) \| \| \| \| molte Api \| \| \| \| |
|                          |                                                                                          |
| tutte le Formiche        |                                                                                          |
| (100 milioni di anni fa) |                                                                                          |
|                          | molte Api                                                                                |
|                          |                                                                                          |

| tutte le Formiche        |           |
| (100 milioni di anni fa) |           |
|                          | molte Api |
|                          |           |

| Thysanoptera | Kladothrips spp. |
|              | Kladothrips spp. |
| Hemiptera    | vari Afidi       |
|              | vari Afidi       |

|                          | molti Vespidae                                                                           |
|                          |                                                                                          |
|                          | \| tutte le Formiche \| \| \| (100 milioni di anni fa) \| \| \| \| molte Api \| \| \| \| |
|                          |                                                                                          |
| tutte le Formiche        |                                                                                          |
| (100 milioni di anni fa) |                                                                                          |
|                          | molte Api                                                                                |
|                          |                                                                                          |

| tutte le Formiche        |           |
| (100 milioni di anni fa) |           |
|                          | molte Api |
|                          |           |

|                          | molti Vespidae                                                                           |
|                          |                                                                                          |
|                          | \| tutte le Formiche \| \| \| (100 milioni di anni fa) \| \| \| \| molte Api \| \| \| \| |
|                          |                                                                                          |
| tutte le Formiche        |                                                                                          |
| (100 milioni di anni fa) |                                                                                          |
|                          | molte Api                                                                                |
|                          |                                                                                          |

| tutte le Formiche        |           |
| (100 milioni di anni fa) |           |
|                          | molte Api |
|                          |           |

| tutte le Termiti         |
| (150 milioni di anni fa) |

| Thysanoptera | Kladothrips spp. |
|              | Kladothrips spp. |
| Hemiptera    | vari Afidi       |
|              | vari Afidi       |

|                          | molti Vespidae                                                                           |
|                          |                                                                                          |
|                          | \| tutte le Formiche \| \| \| (100 milioni di anni fa) \| \| \| \| molte Api \| \| \| \| |
|                          |                                                                                          |
| tutte le Formiche        |                                                                                          |
| (100 milioni di anni fa) |                                                                                          |
|                          | molte Api                                                                                |
|                          |                                                                                          |

| tutte le Formiche        |           |
| (100 milioni di anni fa) |           |
|                          | molte Api |
|                          |           |

|                          | molti Vespidae                                                                           |
|                          |                                                                                          |
|                          | \| tutte le Formiche \| \| \| (100 milioni di anni fa) \| \| \| \| molte Api \| \| \| \| |
|                          |                                                                                          |
| tutte le Formiche        |                                                                                          |
| (100 milioni di anni fa) |                                                                                          |
|                          | molte Api                                                                                |
|                          |                                                                                          |

| tutte le Formiche        |           |
| (100 milioni di anni fa) |           |
|                          | molte Api |
|                          |           |

| Thysanoptera | Kladothrips spp. |
|              | Kladothrips spp. |
| Hemiptera    | vari Afidi       |
|              | vari Afidi       |

|                          | molti Vespidae                                                                           |
|                          |                                                                                          |
|                          | \| tutte le Formiche \| \| \| (100 milioni di anni fa) \| \| \| \| molte Api \| \| \| \| |
|                          |                                                                                          |
| tutte le Formiche        |                                                                                          |
| (100 milioni di anni fa) |                                                                                          |
|                          | molte Api                                                                                |
|                          |                                                                                          |

| tutte le Formiche        |           |
| (100 milioni di anni fa) |           |
|                          | molte Api |
|                          |           |

|                          | molti Vespidae                                                                           |
|                          |                                                                                          |
|                          | \| tutte le Formiche \| \| \| (100 milioni di anni fa) \| \| \| \| molte Api \| \| \| \| |
|                          |                                                                                          |
| tutte le Formiche        |                                                                                          |
| (100 milioni di anni fa) |                                                                                          |
|                          | molte Api                                                                                |
|                          |                                                                                          |

| tutte le Formiche        |           |
| (100 milioni di anni fa) |           |
|                          | molte Api |
|                          |           |

| tutte le Termiti         |
| (150 milioni di anni fa) |

| Thysanoptera | Kladothrips spp. |
|              | Kladothrips spp. |
| Hemiptera    | vari Afidi       |
|              | vari Afidi       |

|                          | molti Vespidae                                                                           |
|                          |                                                                                          |
|                          | \| tutte le Formiche \| \| \| (100 milioni di anni fa) \| \| \| \| molte Api \| \| \| \| |
|                          |                                                                                          |
| tutte le Formiche        |                                                                                          |
| (100 milioni di anni fa) |                                                                                          |
|                          | molte Api                                                                                |
|                          |                                                                                          |

| tutte le Formiche        |           |
| (100 milioni di anni fa) |           |
|                          | molte Api |
|                          |           |

|                          | molti Vespidae                                                                           |
|                          |                                                                                          |
|                          | \| tutte le Formiche \| \| \| (100 milioni di anni fa) \| \| \| \| molte Api \| \| \| \| |
|                          |                                                                                          |
| tutte le Formiche        |                                                                                          |
| (100 milioni di anni fa) |                                                                                          |
|                          | molte Api                                                                                |
|                          |                                                                                          |

| tutte le Formiche        |           |
| (100 milioni di anni fa) |           |
|                          | molte Api |
|                          |           |

| Thysanoptera | Kladothrips spp. |
|              | Kladothrips spp. |
| Hemiptera    | vari Afidi       |
|              | vari Afidi       |

|                          | molti Vespidae                                                                           |
|                          |                                                                                          |
|                          | \| tutte le Formiche \| \| \| (100 milioni di anni fa) \| \| \| \| molte Api \| \| \| \| |
|                          |                                                                                          |
| tutte le Formiche        |                                                                                          |
| (100 milioni di anni fa) |                                                                                          |
|                          | molte Api                                                                                |
|                          |                                                                                          |

| tutte le Formiche        |           |
| (100 milioni di anni fa) |           |
|                          | molte Api |
|                          |           |

|                          | molti Vespidae                                                                           |
|                          |                                                                                          |
|                          | \| tutte le Formiche \| \| \| (100 milioni di anni fa) \| \| \| \| molte Api \| \| \| \| |
|                          |                                                                                          |
| tutte le Formiche        |                                                                                          |
| (100 milioni di anni fa) |                                                                                          |
|                          | molte Api                                                                                |
|                          |                                                                                          |

| tutte le Formiche        |           |
| (100 milioni di anni fa) |           |
|                          | molte Api |
|                          |           |

| tutte le Termiti         |
| (150 milioni di anni fa) |

| Thysanoptera | Kladothrips spp. |
|              | Kladothrips spp. |
| Hemiptera    | vari Afidi       |
|              | vari Afidi       |

|                          | molti Vespidae                                                                           |
|                          |                                                                                          |
|                          | \| tutte le Formiche \| \| \| (100 milioni di anni fa) \| \| \| \| molte Api \| \| \| \| |
|                          |                                                                                          |
| tutte le Formiche        |                                                                                          |
| (100 milioni di anni fa) |                                                                                          |
|                          | molte Api                                                                                |
|                          |                                                                                          |

| tutte le Formiche        |           |
| (100 milioni di anni fa) |           |
|                          | molte Api |
|                          |           |

|                          | molti Vespidae                                                                           |
|                          |                                                                                          |
|                          | \| tutte le Formiche \| \| \| (100 milioni di anni fa) \| \| \| \| molte Api \| \| \| \| |
|                          |                                                                                          |
| tutte le Formiche        |                                                                                          |
| (100 milioni di anni fa) |                                                                                          |
|                          | molte Api                                                                                |
|                          |                                                                                          |

| tutte le Formiche        |           |
| (100 milioni di anni fa) |           |
|                          | molte Api |
|                          |           |

| Thysanoptera | Kladothrips spp. |
|              | Kladothrips spp. |
| Hemiptera    | vari Afidi       |
|              | vari Afidi       |

|                          | molti Vespidae                                                                           |
|                          |                                                                                          |
|                          | \| tutte le Formiche \| \| \| (100 milioni di anni fa) \| \| \| \| molte Api \| \| \| \| |
|                          |                                                                                          |
| tutte le Formiche        |                                                                                          |
| (100 milioni di anni fa) |                                                                                          |
|                          | molte Api                                                                                |
|                          |                                                                                          |

| tutte le Formiche        |           |
| (100 milioni di anni fa) |           |
|                          | molte Api |
|                          |           |

|                          | molti Vespidae                                                                           |
|                          |                                                                                          |
|                          | \| tutte le Formiche \| \| \| (100 milioni di anni fa) \| \| \| \| molte Api \| \| \| \| |
|                          |                                                                                          |
| tutte le Formiche        |                                                                                          |
| (100 milioni di anni fa) |                                                                                          |
|                          | molte Api                                                                                |
|                          |                                                                                          |

| tutte le Formiche        |           |
| (100 milioni di anni fa) |           |
|                          | molte Api |
|                          |           |

| tutte le Termiti         |
| (150 milioni di anni fa) |

| Thysanoptera | Kladothrips spp. |
|              | Kladothrips spp. |
| Hemiptera    | vari Afidi       |
|              | vari Afidi       |

|                          | molti Vespidae                                                                           |
|                          |                                                                                          |
|                          | \| tutte le Formiche \| \| \| (100 milioni di anni fa) \| \| \| \| molte Api \| \| \| \| |
|                          |                                                                                          |
| tutte le Formiche        |                                                                                          |
| (100 milioni di anni fa) |                                                                                          |
|                          | molte Api                                                                                |
|                          |                                                                                          |

| tutte le Formiche        |           |
| (100 milioni di anni fa) |           |
|                          | molte Api |
|                          |           |

|                          | molti Vespidae                                                                           |
|                          |                                                                                          |
|                          | \| tutte le Formiche \| \| \| (100 milioni di anni fa) \| \| \| \| molte Api \| \| \| \| |
|                          |                                                                                          |
| tutte le Formiche        |                                                                                          |
| (100 milioni di anni fa) |                                                                                          |
|                          | molte Api                                                                                |
|                          |                                                                                          |

| tutte le Formiche        |           |
| (100 milioni di anni fa) |           |
|                          | molte Api |
|                          |           |

| Thysanoptera | Kladothrips spp. |
|              | Kladothrips spp. |
| Hemiptera    | vari Afidi       |
|              | vari Afidi       |

|                          | molti Vespidae                                                                           |
|                          |                                                                                          |
|                          | \| tutte le Formiche \| \| \| (100 milioni di anni fa) \| \| \| \| molte Api \| \| \| \| |
|                          |                                                                                          |
| tutte le Formiche        |                                                                                          |
| (100 milioni di anni fa) |                                                                                          |
|                          | molte Api                                                                                |
|                          |                                                                                          |

| tutte le Formiche        |           |
| (100 milioni di anni fa) |           |
|                          | molte Api |
|                          |           |

|                          | molti Vespidae                                                                           |
|                          |                                                                                          |
|                          | \| tutte le Formiche \| \| \| (100 milioni di anni fa) \| \| \| \| molte Api \| \| \| \| |
|                          |                                                                                          |
| tutte le Formiche        |                                                                                          |
| (100 milioni di anni fa) |                                                                                          |
|                          | molte Api                                                                                |
|                          |                                                                                          |

| tutte le Formiche        |           |
| (100 milioni di anni fa) |           |
|                          | molte Api |
|                          |           |

| tutte le Termiti         |
| (150 milioni di anni fa) |

| Thysanoptera | Kladothrips spp. |
|              | Kladothrips spp. |
| Hemiptera    | vari Afidi       |
|              | vari Afidi       |

|                          | molti Vespidae                                                                           |
|                          |                                                                                          |
|                          | \| tutte le Formiche \| \| \| (100 milioni di anni fa) \| \| \| \| molte Api \| \| \| \| |
|                          |                                                                                          |
| tutte le Formiche        |                                                                                          |
| (100 milioni di anni fa) |                                                                                          |
|                          | molte Api                                                                                |
|                          |                                                                                          |

| tutte le Formiche        |           |
| (100 milioni di anni fa) |           |
|                          | molte Api |
|                          |           |

|                          | molti Vespidae                                                                           |
|                          |                                                                                          |
|                          | \| tutte le Formiche \| \| \| (100 milioni di anni fa) \| \| \| \| molte Api \| \| \| \| |
|                          |                                                                                          |
| tutte le Formiche        |                                                                                          |
| (100 milioni di anni fa) |                                                                                          |
|                          | molte Api                                                                                |
|                          |                                                                                          |

| tutte le Formiche        |           |
| (100 milioni di anni fa) |           |
|                          | molte Api |
|                          |           |

| Thysanoptera | Kladothrips spp. |
|              | Kladothrips spp. |
| Hemiptera    | vari Afidi       |
|              | vari Afidi       |

|                          | molti Vespidae                                                                           |
|                          |                                                                                          |
|                          | \| tutte le Formiche \| \| \| (100 milioni di anni fa) \| \| \| \| molte Api \| \| \| \| |
|                          |                                                                                          |
| tutte le Formiche        |                                                                                          |
| (100 milioni di anni fa) |                                                                                          |
|                          | molte Api                                                                                |
|                          |                                                                                          |

| tutte le Formiche        |           |
| (100 milioni di anni fa) |           |
|                          | molte Api |
|                          |           |

|                          | molti Vespidae                                                                           |
|                          |                                                                                          |
|                          | \| tutte le Formiche \| \| \| (100 milioni di anni fa) \| \| \| \| molte Api \| \| \| \| |
|                          |                                                                                          |
| tutte le Formiche        |                                                                                          |
| (100 milioni di anni fa) |                                                                                          |
|                          | molte Api                                                                                |
|                          |                                                                                          |

| tutte le Formiche        |           |
| (100 milioni di anni fa) |           |
|                          | molte Api |
|                          |           |

### Paradosso
Prima della visione dell'evoluzione incentrata sui geni, l'eusocialità era vista come paradossale: se l'evoluzione adattiva si svolge attraverso la riproduzione differenziale di singoli organismi, l'evoluzione di individui incapaci di trasmettere i propri geni presenta una sfida. In On the Origin of Species, Darwin si riferì all'esistenza di caste sterili come "una difficoltà speciale, che all'inizio mi sembrò insormontabile e in realtà fatale per la mia teoria". Darwin anticipò che una possibile risoluzione del paradosso potesse risiedere nella stretta relazione familiare, che W.D. Hamilton quantificò un secolo dopo con la sua teoria dell'idoneità inclusiva (o "fitness inclusivo") del 1964. Dopo che la visione dell'evoluzione incentrata sui geni fu sviluppata a metà degli anni '70, gli individui non riproduttivi furono visti come un fenotipo esteso dei geni, che sono i principali beneficiari della selezione naturale.

### Fitness inclusivo e aplodiploidia

#### Argomentazione secondo cui l'aplodiploidia favorisce l'eusocialità
Secondo la teoria del fitness inclusivo, gli organismi possono acquisire fitness aumentando la produzione riproduttiva di altri individui che condividono i loro geni, in particolare i loro parenti stretti. La selezione naturale favorisce gli individui ad aiutare i loro parenti quando il costo dell'aiuto è inferiore al beneficio ottenuto dal loro parente moltiplicato per la frazione di geni che condividono, ovvero quando Costo < parentela * Beneficio. W.D. Hamilton suggerì nel 1964 che l'eusocialità potrebbe evolversi più facilmente tra specie aplodiploidi come gli imenotteri, a causa della loro insolita struttura di parentela.
Nelle specie aplodiploidi, le femmine si sviluppano da uova fecondate e i maschi da uova non fecondate. Poiché un maschio è aploide, le sue figlie condividono il 100% dei suoi geni e il 50% di quelli della madre. Pertanto, condividono il 75% dei loro geni tra loro. Questo meccanismo di determinazione del sesso dà origine a ciò che W.D. Hamilton per primo ha definito "supersorelle", più strettamente imparentate con le loro sorelle di quanto non lo sarebbero con la propria prole. Anche se le operaie spesso non si riproducono, possono trasmettere più dei loro geni aiutando ad allevare le loro sorelle piuttosto che avendo una propria prole (ognuna delle quali avrebbe solo il 50% dei propri geni). Questa situazione insolita, in cui le femmine possono avere una maggiore idoneità quando aiutano ad allevare le sorelle piuttosto che produrre prole, è spesso invocata per spiegare le molteplici evoluzioni indipendenti dell'eusocialità (almeno nove volte separate) all'interno degli imenotteri.

#### Argomentazione secondo cui l'aplodiploidia non favorisce l'eusocialità
Contro i presunti benefici dell'aplodiploidia per l'eusocialità, Robert Trivers nota che mentre le femmine condividono il 75% dei geni con le loro sorelle nelle popolazioni aplodiploidi, condividono solo il 25% dei loro geni con i loro fratelli. Di conseguenza, la parentela media di un individuo con il proprio fratello è del 50%. Pertanto, il comportamento di aiuto è vantaggioso solo se è orientato verso le sorelle aiutanti, il che porterebbe la popolazione a un rapporto tra i sessi di 1:3 tra maschi e femmine. A questo rapporto, i maschi, in quanto sesso più raro, aumentano il valore riproduttivo, riducendo il beneficio dell'investimento orientato verso le femmine.
Inoltre, non tutte le specie eusociali sono aplodiploidi: le termiti, alcuni alfeidi e i ratti talpa non lo sono. Al contrario, molte api non eusociali sono aplodiploidi e tra le specie eusociali molte regine si accoppiano con più maschi, dando origine a un alveare di sorellastre che condividono solo il 25% dei loro geni. L'associazione tra aplodiploidia ed eusocialità è al di sotto della significatività statistica. L'aplodiploidia non è quindi né necessaria né sufficiente affinché emerga l'eusocialità. La parentela gioca ancora un ruolo, poiché la monogamia (regine che si accoppiano singolarmente) è lo stato ancestrale per tutte le specie eusociali finora studiate. Se la selezione della parentela è una forza importante che guida l'evoluzione dell'eusocialità, la monogamia dovrebbe essere lo stato ancestrale, perché massimizza la parentela dei membri della colonia.

## Ecologia evolutiva
L'aumento dei tassi di parassitismo e predazione sono i principali motori ecologici dell'organizzazione sociale. La vita di gruppo offre ai membri della colonia una difesa contro i nemici, in particolare predatori, parassiti e concorrenti, e consente loro di trarre vantaggio da metodi di foraggiamento superiori. L'importanza dell'ecologia nell'evoluzione dell'eusocialità è supportata da prove come la divisione riproduttiva del lavoro indotta sperimentalmente, ad esempio quando le regine normalmente solitarie vengono costrette a stare insieme. Al contrario, le femmine di ratto talpa del Damaraland subiscono cambiamenti ormonali che promuovono la dispersione dopo periodi di forti piogge.
Anche il clima sembra essere un agente selettivo che guida la complessità sociale; tra i lignaggi delle api e gli imenotteri in generale, è più probabile che si verifichino forme più elevate di socialità in ambienti tropicali rispetto a quelli temperati. Allo stesso modo, le transizioni sociali all'interno delle api halictidi, dove l'eusocialità è stata acquisita e persa più volte, sono correlate a periodi di riscaldamento climatico. Il comportamento sociale nelle api sociali facoltative è spesso previsto in modo affidabile dalle condizioni ecologiche e i cambiamenti nel tipo comportamentale sono stati indotti sperimentalmente trasferendo la prole di popolazioni solitarie o sociali in climi caldi e freddi. In H. rubicundus, le femmine producono una singola covata nelle regioni più fredde e due o più covate nelle regioni più calde, quindi le prime popolazioni sono solitarie mentre le seconde sono sociali. In un'altra specie di api sudoripare, L. calceatum, il fenotipo sociale è stato previsto dall'altitudine e dalla composizione del microhabitat, con nidi sociali trovati in siti più caldi e soleggiati e nidi solitari trovati in luoghi adiacenti, più freschi e ombreggiati. Le specie di api facoltativamente sociali, tuttavia, che comprendono la maggior parte della diversità delle api sociali, hanno la loro diversità più bassa nei tropici, essendo in gran parte limitate alle regioni temperate.

### Selezione multilivello
Una volta che sono presenti pre-adattamenti come la formazione di gruppi, la costruzione di nidi, l'elevato costo di dispersione e la variazione morfologica, la competizione tra gruppi è stata suggerita come un motore della transizione verso l'eusocialità avanzata. M.A. Nowak, C.E. Tarnita ed E.O. Wilson hanno proposto nel 2010 che poiché l'eusocialità produce una società estremamente altruistica, i gruppi eusociali dovrebbero riprodurre più dei loro concorrenti meno cooperativi, eliminando alla fine tutti i gruppi non eusociali da una specie. La selezione multilivello è stata pesantemente criticata per il suo conflitto con la teoria della selezione parentale.

### Ritorno alla solitudine
Un'inversione verso la solitudine è un fenomeno evolutivo in cui i discendenti di un gruppo eusociale sviluppano nuovamente un comportamento solitario. Le api sono state organismi modello per lo studio dell'inversione verso la solitudine, a causa della diversità dei loro sistemi sociali. Ognuna delle quattro origini dell'eusocialità nelle api è stata seguita da almeno un'inversione verso la solitudine, per un totale di almeno nove inversioni. In alcune specie, colonie solitarie ed eusociali appaiono simultaneamente nella stessa popolazione, e popolazioni diverse della stessa specie possono essere completamente solitarie o eusociali. Ciò suggerisce che l'eusocialità è costosa da mantenere e può persistere solo quando le variabili ecologiche la favoriscono. Gli svantaggi dell'eusocialità includono il costo dell'investimento in prole non riproduttiva e un aumento del rischio di malattie.
Tutte le inversioni verso la solitudine si sono verificate tra gruppi primitivamente eusociali; nessuna ha seguito l'emergere dell'eusocialità avanzata. L'ipotesi del "punto di non ritorno" postula che la differenziazione morfologica delle caste riproduttive e non riproduttive impedisce a specie altamente eusociali come l'ape mellifera di tornare allo stato solitario.

## Fisiologia e sviluppo

### Feromoni
I feromoni svolgono un ruolo importante nei meccanismi fisiologici dell'eusocialità. Gli enzimi coinvolti nella produzione e nella percezione dei feromoni sono stati importanti per l'emergere dell'eusocialità sia nelle termiti che negli imenotteri. Il sistema dei feromoni della regina più studiato negli insetti sociali è quello dell'ape mellifera Apis mellifera. Le ghiandole mandibolari della regina producono una miscela di cinque composti, tre alifatici e due aromatici, che controllano le operaie. Gli estratti delle ghiandole mandibolari inibiscono le operaie dalla costruzione delle celle reali, il che può ritardare lo sviluppo comportamentale basato sugli ormoni delle operaie e sopprimere il loro sviluppo ovarico. Sia gli effetti comportamentali mediati dal sistema nervoso che spesso portano al riconoscimento delle regine (releaser) sia gli effetti fisiologici sul sistema riproduttivo ed endocrino (primer) sono attribuiti agli stessi feromoni. Questi feromoni si volatilizzano o vengono disattivati entro trenta minuti, consentendo alle operaie di rispondere rapidamente alla perdita della loro regina.
I livelli di due dei composti alifatici aumentano rapidamente nelle regine vergini entro la prima settimana dopo l'emersione dalla pupa, in linea con il loro ruolo di attrattivi sessuali durante il volo di accoppiamento. Una volta che una regina si è accoppiata e inizia a deporre le uova, inizia a produrre l'intera miscela di composti. In diverse specie di formiche, l'attività riproduttiva è associata alla produzione di feromoni da parte delle regine. Le regine accoppiate che depongono le uova sono attraenti per le operaie, mentre le giovani regine vergini alate suscitano poca o nessuna risposta.
Tra le formiche, il sistema dei feromoni della regina della formica di fuoco Solenopsis invicta include sia feromoni di rilascio che di innesco. Un feromone di riconoscimento della regina (di rilascio) è immagazzinato nel sacco del veleno insieme ad altri tre composti. Questi composti provocano una risposta comportamentale da parte delle operaie. Sono stati dimostrati anche diversi effetti di innesco. I feromoni avviano lo sviluppo riproduttivo in nuove femmine alate, chiamate sessuali femminili. Queste sostanze chimiche inibiscono le operaie dall'allevamento di sessuali maschili e femminili, sopprimono la produzione di uova in altre regine di colonie di più regine e fanno sì che le operaie eseguano le regine in eccesso. Questi feromoni mantengono il fenotipo eusociale, con una regina supportata da operaie sterili e maschi sessualmente attivi (fuchi). Nelle colonie senza regina, la mancanza di feromoni della regina fa sì che le femmine alate perdano rapidamente le ali, sviluppino ovaie e depongano le uova. Queste regine vergini sostitutive assumono il ruolo della regina e iniziano a produrre feromoni della regina. Allo stesso modo, le regine tessitrici delle formiche Oecophylla longinoda hanno ghiandole esocrine che producono feromoni che impediscono alle operaie di deporre le uova riproduttive.
Meccanismi simili esistono nella vespa eusociale Vespula vulgaris. Affinché una regina domini tutte le operaie, che di solito contano più di 3000 in una colonia, segnala la sua dominanza con i feromoni. Le operaie leccano regolarmente la regina mentre la nutrono, e il feromone trasportato dall'aria dal corpo della regina avvisa le operaie della sua dominanza.
La modalità di azione dei feromoni inibitori che impediscono lo sviluppo delle uova nelle operaie è stata dimostrata nel bombo Bombus terrestris. I feromoni sopprimono l'attività della ghiandola endocrina, il corpus allatum, impedendole di secernere l'ormone giovanile. Con un basso livello di ormone giovanile, le uova non maturano. Simili effetti inibitori dell'abbassamento dell'ormone giovanile sono stati osservati nelle api halictine e nelle vespe polistine, ma non nelle api mellifere.

### Altri meccanismi
Una varietà di altri meccanismi fornisce alle regine di diverse specie di insetti sociali una misura di controllo riproduttivo sui loro compagni di nido. In molte vespe Polistes, la monogamia viene stabilita subito dopo la formazione della colonia tramite interazioni di dominanza fisica tra le fondatrici della colonia, tra cui mordere, inseguire e sollecitare cibo. Tali interazioni creano una gerarchia di dominanza guidata da individui più grandi e anziani con il maggiore sviluppo ovarico. Il grado dei subordinati è correlato al grado di sviluppo ovarico. Le operaie non depongono le uova quando sono presenti le regine, per una serie di ragioni: le colonie tendono a essere abbastanza piccole da consentire alle regine di dominare efficacemente le operaie; le regine praticano l'oofagia selettiva; il flusso di nutrienti favorisce la regina rispetto alle operaie; e le regine depongono rapidamente le uova in celle nuove o vuote.
Nelle api primitivamente eusociali (dove le caste sono morfologicamente simili e le colonie sono piccole e di breve durata), le regine spesso spingono le loro compagne di nido e poi si rintanano di nuovo nel nido. Ciò attira le operaie nella parte inferiore del nido dove possono rispondere agli stimoli per la costruzione e il mantenimento delle celle. Essere spinte dalla regina può aiutare a inibire lo sviluppo ovarico; inoltre, la regina mangia tutte le uova deposte dalle operaie. Inoltre, la produzione temporalmente discreta di operaie e gine (regine reali o potenziali) può causare dimorfismi di dimensioni tra diverse caste, poiché le dimensioni sono fortemente influenzate dalla stagione durante la quale l'individuo viene allevato. In molte vespe, la casta delle operaie è determinata da uno schema temporale in cui le operaie precedono le non operaie della stessa generazione. In alcuni casi, ad esempio nei bombi, il controllo della regina si indebolisce verso la fine della stagione e le ovaie delle operaie si sviluppano. La regina cerca di mantenere il suo dominio con un comportamento aggressivo e mangiando le uova deposte dalle operaie; la sua aggressività è spesso rivolta verso l'operaia con il maggiore sviluppo ovarico.
Nelle vespe altamente eusociali (dove le caste sono morfologicamente dissimili), sia la quantità che la qualità del cibo sono importanti per la differenziazione di casta. Studi recenti sulle vespe suggeriscono che il nutrimento larvale differenziale può essere l'innesco ambientale per la divergenza larvale in operaie o gine. Tutte le larve di api mellifere vengono inizialmente nutrite con pappa reale, che viene secreta dalle operaie, ma normalmente vengono passate a una dieta di polline e miele man mano che maturano; se la loro dieta è esclusivamente pappa reale, crescono più del normale e si differenziano in regine. Questa gelatina contiene una proteina specifica, la royalactina, che aumenta le dimensioni del corpo, promuove lo sviluppo delle ovaie e accorcia il periodo di sviluppo. L'espressione differenziale in Polistes di geni e proteine larvali (anch'essi espressi in modo differenziale durante lo sviluppo della regina rispetto alla casta nelle api mellifere) indica che i meccanismi regolatori possono operare molto presto nello sviluppo.

## Nella cultura popolare
Il romanzo di fantascienza del 2003 di Stephen Baxter Coalescent immagina un'organizzazione eusociale umana fondata nell'antica Roma, in cui la maggior parte degli individui è soggetta a repressione riproduttiva. Harold Fromm, recensendo Groping for Groups di E.O. Wilson e altri in The Hudson Review, si chiede se il "desiderio" dichiarato di Wilson che gli umani realizzino "un paradiso permanente per gli esseri umani" significherebbe "essere selezionati in gruppo in fabbriche nello stile del romanzo di Huxley [del 1932] Brave New World".